# Mala Emde
 (août 2025).
Si vous disposez d'ouvrages ou d'articles de référence ou si vous connaissez des sites web de qualité traitant du thème abordé ici, merci de compléter l'article en donnant les références utiles à sa vérifiabilité et en les liant à la section « Notes et références ».
Mala Emde, née le 22 avril 1996 à Francfort-sur-le-Main (Allemagne), est une actrice allemande.

## Biographie

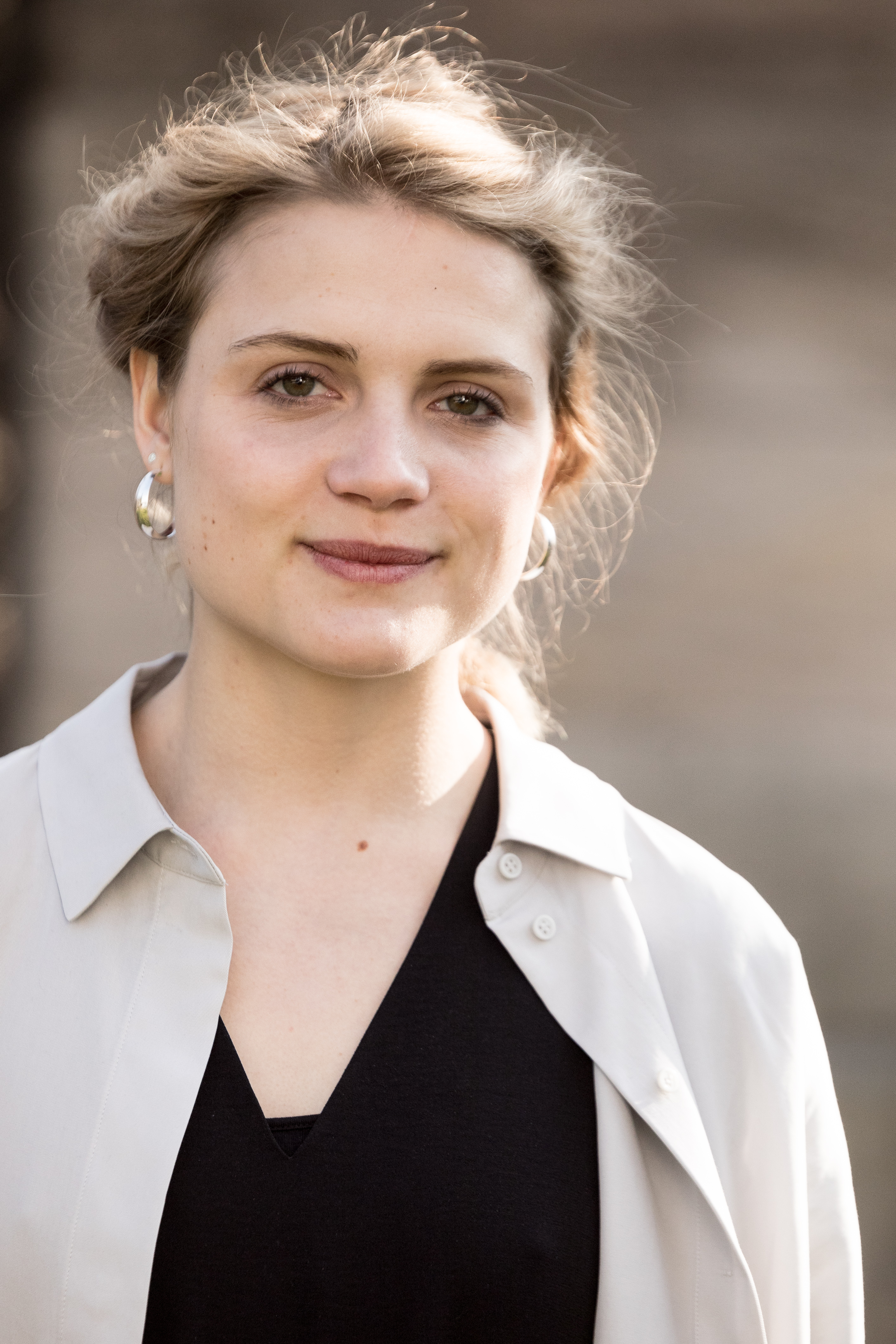
Mala Emde, en 2018.

### Famille
Fille de Thomas Emde et Cathrin Ehrlich, Mala Emde grandit avec une sœur aînée.

### Formation et débuts
De 2009 à 2012, elle fréquente le studio Tanz, Theater & Musik à Francfort-sur-le-Main où elle fait ses débuts dans Die Aschenkinder de Janusz Głowacki dans le rôle de Cendrillon ; elle joue également dans Turandot, d'après Schiller, le rôle de Tartalia.
Elle reçoit son premier rôle principal dans le drame documentaire de 2015 Meine Tochter Anne Frank (« Ma fille Anne Frank »). Elle y joue la jeune fille juive, connue par son Journal publié après sa mort. En préparation pour le rôle, Emde a étudié toutes les étapes de la vie d'Anne Frank. Son interprétation est récompensée par le prix de la télévision bavaroise pour les jeunes talents en 2015.
En 2016, elle commence à étudier le théâtre à l'Académie des arts dramatiques Ernst Busch de Berlin.

## Filmographie partielle

### Au cinéma
- 2014 : Grey Hat (de)
- 2015 : Rose (court métrage)
- 2016 : Offline – Das Leben ist kein Bonuslevel (de)
- 2017 : Wir töten Stella (de)
- 2019 : 303
- 2019 : Lara Jenkins
- 2020 : Et demain, le monde entier (Und morgen die ganze Welt)
- 2022 : Ma peau contre ta peau (de)
- 2025 : Au rythme de Vera (Köln 75)

### À la télévision

#### Séries télévisées
- 2008 : Post mortem (Beweise sind unsterblich)
- 2011 : Krimi.de – Der Zeuge/Eigentor
- 2012 : Tatort (épisode : Schmuggler)
- 2013 : Krimi.de (de) : Ehrensache
- 2013 : Wenckes Verbrecher – Beiß nicht gleich in jeden Apfel
- 2014 : Heldt (de) (Letzte Runde)
- 2014 : SOKO Köln (épisode Väter und Söhne)
- 2015 : SOKO München (SOKO 5113 – Opfer)
- 2015 : Notruf Hafenkante – Hund und Katze
- 2016 : Tatort (épisode : Borowski und das verlorene Mädchen)
- 2016 : SOKO München (épisode Zombie)
- 2018 : Lehman. Gier frisst Herz (documentaire dramatique)
- 2019 : Charité

#### Téléfilms
- 2008 : Der große Tom (de)
- 2009 : Tatort (Architektur eines Todes)
- 2012 : Mittlere Reife (de)
- 2013 : Un été à Rome
- 2013 : Das Paradies in uns
- 2015 : Meine Tochter Anne Frank (de)
- 2015 : Nussknacker und Mausekönig (de)
- 2016 : Neben der Spur – Todeswunsch (de)
- 2017 : Katharina Luther (de)
- 2019 : Brecht, téléfilm biographique en deux parties de Heinrich Breloer : Paula Banholzer

## Récompenses et distinctions
- 2015 : Prix de la télévision bavaroise : Prix du jeune talent pour son rôle d'Anne Frank dans Meine Tochter Anne Frank
- 2018 : Filmkunstfest Mecklenburg-Vorpommern : Prix du jeune talent pour 303
- 2020 : Bisato d'Oro pour Et demain, le monde entier (Und morgen die ganze Welt)